# 安·塚本
安·塚本（Ann Tsukamoto，1952年7月6日—)，美國女性發明家、科學家暨幹細胞學者。1991 年，塚本和她的同事 Charles Baum, Irving Weissman, Ashley Buckle, 和 Bruno Peault 首次成功辨識並分離造血幹細胞。

## 早年生活
1952年，安·塚本生於美國加州。她在聖地牙哥加利福尼亞大學取得大學學位，在加利福尼亞大學洛杉磯分校取得博士學位  。

## 生平

### 學術研究
塚本在加利福尼亞大學舊金山分校完成博士後研究，和諾貝爾奬得主哈羅德·瓦慕斯合作，一起創造了乳癌的轉基因模式。

### 產業研究
1989 年至 1997 年間，塚本曾任職於生技公司 SyStemix，成功分離出造血幹細胞。1998 年，她加入生物治療公司 StemCells, Inc.，負責領導與督導從人類身上分離出肝臟及神經幹細胞，用於各種疾病。當時她是第一世界少數專注於人類幹細胞發展的學者之一，在該公司身兼好幾份管理職務。
塚本的研究讓她取得了 12 項專利。

## 來源
1. ↑  . Institute for Stem Cell Biology
and Regenerative Medicine.   [2018-10-06]. （原始内容存档于2019-05-03）.
2. ↑  Bellis, Mary. . theinventors.org.   [2018-03-30]. （原始内容存档于2018-04-10）.
3. 1 2 3   (PDF). Stanford.edu. （原始内容 (PDF)存档于2022-02-11）.
4. ↑  . patents.justia.com.   [2018-03-31]. （原始内容存档于2018-10-06）.

## 外部連結
- Isolation of a candidate human hematopoietic stem-cell population（页面存档备份，存于）